# Johan Holmqvist
Johan Erik Daniel Holmqvist (* 24. května 1978, Tierp) je bývalý švédský lední hokejista, brankář. Se švédskou reprezentací se stal mistrem světa v roce 2006. Na tomto šampionátu byl také vyhlášen nejlepším gólmanem turnaje. Má rovněž bronzovou medaili z mistrovství světa v roce 2009. Hrál i na MS 2005 (4. místo). Švédskou nejvyšší soutěž hrál za Brynäs IF, Frölunda HC a Karlskrona HK. S Brynäsem se stal dvakrát mistrem Švédska (1999, 2012). Dvakrát byl vyhlášen nejlepším švédským brankářem roku (2006, 2009). Působil i v zámoří, v NHL oblékl dres New York Rangers, Tampa Bay Lightning a Dallas Stars. Celkem v základní části nastoupil k 99 utkáním, dalších 6 přidal v play-off (Stanleyově poháru). Dosáhl průměru 2,99 gólu na zápas a úspěšnosti zásahů 89 procent. Krom toho v severní Americe hrál i na různých farmách (Hartford Wolf Pack, Charlotte Checkers, Houston Aeros).